# 1969 en combiné nordique
| Années du combiné nordique : 1966 - 1967 - 1968 - 1969 - 1970 - 1971 - 1972    |
| Décennies du combiné nordique : 1930 - 1940 - 1950 - 1960 - 1970 - 1980 - 1990 |

Cette page reprend les résultats de combiné nordique de l'année 1969.

## Festival de ski d'Holmenkollen
L'épreuve de combiné de l'édition 1969 du festival de ski d'Holmenkollen fut remportée par le Finlandais Rauno Miettinen devant deux Allemands : celui de l'Ouest, Franz Keller, termine deuxième tandis que le champion 1967 d'Allemagne de l'Est Ralph Pöhland est troisième de l'épreuve.

## Jeux du ski de Lahti
L'épreuve de combiné des Jeux du ski de Lahti 1969 fut remportée par l'Allemand de l'Est Ralph Pöhland devant ses compatriotes Roland Weißpflog et Andreas Kunz, médaillé de bronze olympique l'année précédente.

## Jeux du ski de Suède
L'épreuve de combiné des Jeux du ski de Suède 1969 fut remportée par un coureur norvégien, Kåre Olav Berg, qui était troisième du Championnat de Norvège l'année précédente. Il devance le Tchécoslovaque Ladislav Rygl et le Norvégien Mikkel Dobloug.

## Coupe de la Forêt-noire
La coupe de la Forêt-noire 1969 fut remportée par l'Allemand de l'Est Ralph Pöhland.

## Championnat du monde juniors
Le Championnat du monde juniors 1969 a eu lieu à Bollnäs, en Suède. Il a couronné le Finlandais Rauno Miettinen devant le Soviétique Anatoli Popov. L'Allemand de l'Ouest Witlof Hoffmann est troisième.

## Championnats nationaux

### Championnats d'Allemagne
En Allemagne de l'Est, l'épreuve du championnat d'Allemagne de combiné nordique 1969 fut remportée par Karl-Heinz Luck tandis que le champion sortant, Lothar Düring, se classe deuxième. Andreas Kunz, vice-champion sortant, se classe troisième.
Les résultats du championnat d'Allemagne de l'Ouest de combiné nordique 1969 manquent.

### Championnat d'Estonie
Le Championnat d'Estonie 1969 s'est déroulé à Otepää. Il fut remporté par le champion sortant, Tõnu Haljand, devant Harry Arv, le champion 1967, et Rein Kolks.

### Championnat des États-Unis
Le championnat des États-Unis 1969 s'est tenu à Durango, dans le Colorado. Il a été remporté par Jim Miller (de).

### Championnat de Finlande
Les résultats du championnat de Finlande 1969 manquent.

### Championnat de France
Les résultats du championnat de France 1969 manquent.

### Championnat d'Islande
Le championnat d'Islande 1969 fut remporté, pour la troisième fois consécutive, par Birgir Guðlaugsson.

### Championnat d'Italie
Le Championnat d'Italie 1969 fut remporté par Ezio Damolin. Devant le champion sortant, Fabio Morandini, il retrouvait son titre perdu l'année précédente. Ennio Cocco complète le podium.

### Championnat de Norvège
Le Championnat de Norvège 1969 vit sur le podium les mêmes protagonistes que l'année précédente, mais dans un ordre différent : le vainqueur fut Kåre Olav Berg, troisième en 1968. Le vice-champion est le même : Mikkel Dobloug. Quant au troisième, c'est le champion sortant, Markus Svendsen.

### Championnat de Pologne
Le championnat de Pologne 1969 fut remporté par Józef Gąsienica Daniel (pl), du club « Start Zakopane », et ce pour la cinquième fois consécutive.

### Championnat de Suède
Le championnat de Suède 1969 a distingué Sven-Olof Israelsson, du club Dala-Järna IK. Le club champion fut le club du champion : le Dala-Järna IK.

### Championnat de Suisse
Les résultats du Championnat de Suisse 1969 manquent.